# جایناگار ماجیلپور
جایناگار ماجیلپور (به انگلیسی: Jaynagar Majilpur) یک شهر در هند است که در بنگال غربی واقع شده‌است. جایناگار ماجیلپور ۵٫۸۵ کیلومتر مربع مساحت و ۲۵٬۹۲۲ نفر جمعیت دارد و ۸ متر بالاتر از سطح دریا واقع شده‌است.